# 5th Anniversary Best
『5th Anniversary Best』（フィフス・アニバーサリー・ベスト）は、家入レオの初のベスト・アルバム。2017年2月15日にビクターエンタテインメントより発売された。

## 概要
デビュー5周年を記念して発売された初のベスト・アルバム。2016年12月10日に東京国際フォーラム ホールAで開催された「5th Live Tour 2016 〜WE | ME〜」ツアー千秋楽で本作の発売と2017年4月30日に日本武道館で「5th Anniversary Live at 日本武道館」が開催されることが発表された。なお、発売日となった2017年2月15日は、家入のデビュー満5周年となる日である。
本作には2016年までにリリースされたシングル曲の他に、新曲とボーナストラックが収録された。
初回限定盤A、初回限定盤B、通常盤の3形態で発売され、初回限定盤Aには、2016年12月10日に開催された全国ホールツアー「5th Live Tour 2016 〜WE | ME〜」最終公演の模様が、初回限定盤Bには全シングル曲と「それぞれの明日へ」のミュージックビデオとメイキングムービーが収録されたDVDが付属する。初回限定盤Aと初回限定盤BのCDには家入が13歳のときに初めて作詞作曲した楽曲「I promise you」がボーナストラックの2曲目として追加収録されている。3形態共通ボーナストラックとして「僕たちの未来 (Special Version)」も収録されている。
本作発売から3日後の2月18日に、家入の地元である福岡で開催された『NHK・民放連共同ラジオキャンペーンin福岡『＃フクラジ』ファイナル ～そばにおいで！ラジオ体感フェス』（福岡国際会議場メインホール）に出演し、凱旋ライブを行なった。
本作の封入特典として、「5th Anniversary Live at 日本武道館」の先行抽選予約シリアルナンバーと、同ライブのリハーサルに応募者から抽選で20名が招待される「公開リハーサル招待企画」への応募ハガキが封入された。
2017年2月27日付のオリコン週間アルバムランキングで最高位3位を記録した。

## 収録曲
CD
| #         | タイトル                                               | 作詞               | 作曲               | 編曲                           | 時間  |
| --------- | ------------------------------------------------------ | ------------------ | ------------------ | ------------------------------ | ----- |
| 1.        | 「それぞれの明日へ」                                   | 家入レオ           | 多保孝一           | 本間昭光                       | 5:30  |
| 2.        | 「僕たちの未来」                                       | 家入レオ・jam      | 多保孝一           | 本間昭光                       | 4:24  |
| 3.        | 「Hello To The World」                                 | 家入レオ・多保孝一 | 家入レオ・多保孝一 | 多保孝一                       | 3:51  |
| 4.        | 「君がくれた夏」                                       | 家入レオ           | 西尾芳彦           | 佐藤希久生                     | 4:19  |
| 5.        | 「miss you」                                           | 家入レオ           | 西尾芳彦           | 佐藤希久生                     | 4:25  |
| 6.        | 「Silly」                                              | 家入レオ・西尾芳彦 | 西尾芳彦           | 鈴木“DAICHI”秀行               | 4:31  |
| 7.        | 「For you」                                            | 家入レオ           | 西尾芳彦           | 三輪コウダイ                   | 3:44  |
| 8.        | 「純情」                                               | 家入レオ           | 西尾芳彦           | 佐藤希久生                     | 3:45  |
| 9.        | 「チョコレート」                                       | 家入レオ           | 西尾芳彦           | 鈴木“DAICHI”秀行               | 4:42  |
| 10.       | 「太陽の女神」                                         | 家入レオ           | 西尾芳彦・家入レオ | 三輪コウダイ                   | 3:27  |
| 11.       | 「君に届け」                                           | 家入レオ           | 西尾芳彦・家入レオ | 三輪コウダイ                   | 3:55  |
| 12.       | 「Message」                                            | 家入レオ           | 西尾芳彦・家入レオ | 鈴木“DAICHI”秀行・三輪コウダイ | 3:32  |
| 13.       | 「Bless You」                                          | 家入レオ           | 西尾芳彦・家入レオ | 鈴木“DAICHI”秀行               | 3:52  |
| 14.       | 「イジワルな神様」                                     | 家入レオ           | 西尾芳彦・家入レオ | 三輪コウダイ                   | 4:32  |
| 15.       | 「Shine」                                              | 家入レオ           | 西尾芳彦・家入レオ | 三輪コウダイ                   | 3:36  |
| 16.       | 「サブリナ」                                           | 家入レオ           | 西尾芳彦・家入レオ | 三輪コウダイ                   | 3:44  |
| 17.       | 「僕たちの未来 (Special Version)」(ボーナス・トラック) | 家入レオ           | 多保孝一           | 本間昭光                       | 4:15  |
| 合計時間: | 合計時間:                                              | 合計時間:          | 合計時間:          | 合計時間:                      | 70:04 |

| #         | タイトル                              | 作詞               | 作曲               | 編曲                           | 時間  |
| --------- | ------------------------------------- | ------------------ | ------------------ | ------------------------------ | ----- |
| 1.        | 「それぞれの明日へ」                  | 家入レオ           | 多保孝一           | 本間昭光                       | 5:30  |
| 2.        | 「僕たちの未来」                      | 家入レオ・jam      | 多保孝一           | 本間昭光                       | 4:24  |
| 3.        | 「Hello To The World」                | 家入レオ・多保孝一 | 家入レオ・多保孝一 | 多保孝一                       | 3:51  |
| 4.        | 「君がくれた夏」                      | 家入レオ           | 西尾芳彦           | 佐藤希久生                     | 4:19  |
| 5.        | 「miss you」                          | 家入レオ           | 西尾芳彦           | 佐藤希久生                     | 4:25  |
| 6.        | 「Silly」                             | 家入レオ・西尾芳彦 | 西尾芳彦           | 鈴木“DAICHI”秀行               | 4:31  |
| 7.        | 「For you」                           | 家入レオ           | 西尾芳彦           | 三輪コウダイ                   | 3:44  |
| 8.        | 「純情」                              | 家入レオ           | 西尾芳彦           | 佐藤希久生                     | 3:45  |
| 9.        | 「チョコレート」                      | 家入レオ           | 西尾芳彦           | 鈴木“DAICHI”秀行               | 4:42  |
| 10.       | 「太陽の女神」                        | 家入レオ           | 西尾芳彦・家入レオ | 三輪コウダイ                   | 3:27  |
| 11.       | 「君に届け」                          | 家入レオ           | 西尾芳彦・家入レオ | 三輪コウダイ                   | 3:55  |
| 12.       | 「Message」                           | 家入レオ           | 西尾芳彦・家入レオ | 鈴木“DAICHI”秀行・三輪コウダイ | 3:32  |
| 13.       | 「Bless You」                         | 家入レオ           | 西尾芳彦・家入レオ | 鈴木“DAICHI”秀行               | 3:52  |
| 14.       | 「イジワルな神様」                    | 家入レオ           | 西尾芳彦・家入レオ | 三輪コウダイ                   | 4:32  |
| 15.       | 「Shine」                             | 家入レオ           | 西尾芳彦・家入レオ | 三輪コウダイ                   | 3:36  |
| 16.       | 「サブリナ」                          | 家入レオ           | 西尾芳彦・家入レオ | 三輪コウダイ                   | 3:44  |
| 17.       | 「僕たちの未来 (Special Version)」    | 家入レオ           | 多保孝一           | 本間昭光                       | 4:15  |
| 18.       | 「I promise you」(ボーナス・トラック) | 家入レオ           | 家入レオ           | 家入レオ・山口隆志             | 4:44  |
| 合計時間: | 合計時間:                             | 合計時間:          | 合計時間:          | 合計時間:                      | 74:48 |

初回限定盤A
- 2016年12月10日に東京国際フォーラム ホールAで開催された「5th Live Tour 2016 〜WE | ME〜」ツアー最終公演の模様を収録。

| #   | タイトル                   | 作詞 | 作曲・編曲 |
| --- | -------------------------- | ---- | ---------- |
| 1.  | 「Brand New Tomorrow」     |      |            |
| 2.  | 「ミスター」               |      |            |
| 3.  | 「シティボーイなアイツ」   |      |            |
| 4.  | 「君がくれた夏」           |      |            |
| 5.  | 「太陽の女神」             |      |            |
| 6.  | 「miss you」               |      |            |
| 7.  | 「Silly」                  |      |            |
| 8.  | 「そばにいて、ラジオ」     |      |            |
| 9.  | 「I Wish」                 |      |            |
| 10. | 「さよなら Summer Breeze」 |      |            |
| 11. | 「恍惚」                   |      |            |
| 12. | 「we」                     |      |            |
| 13. | 「サブリナ」               |      |            |
| 14. | 「Shine」                  |      |            |
| 15. | 「Hello To The World」     |      |            |
| 16. | 「Party Girl」             |      |            |
| 17. | 「Every Single Day」       |      |            |

-ENCORE-
| #   | タイトル             | 作詞 | 作曲・編曲 |
| --- | -------------------- | ---- | ---------- |
| 18. | 「わたしの歌」       |      |            |
| 19. | 「それぞれの明日へ」 |      |            |
| 20. | 「僕たちの未来」     |      |            |

初回限定盤B
| #   | タイトル                            | 作詞 | 作曲・編曲 |
| --- | ----------------------------------- | ---- | ---------- |
| 1.  | 「それぞれの明日へ」(Music Video)   |      |            |
| 2.  | 「それぞれの明日へ」(MAKING MOVIE)  |      |            |
| 3.  | 「僕たちの未来」(Music Video)       |      |            |
| 4.  | 「Hello To The World」(Music Video) |      |            |
| 5.  | 「君がくれた夏」(Music Video)       |      |            |
| 6.  | 「miss you」(Music Video)           |      |            |
| 7.  | 「Silly」(Music Video)              |      |            |
| 8.  | 「純情」(Music Video)               |      |            |
| 9.  | 「チョコレート」(Music Video)       |      |            |
| 10. | 「太陽の女神」(Music Video)         |      |            |
| 11. | 「Message」(Music Video)            |      |            |
| 12. | 「Bless You」(Music Video)          |      |            |
| 13. | 「Shine」(Music Video)              |      |            |
| 14. | 「サブリナ」(Music Video)           |      |            |

### 楽曲解説
1. それぞれの明日へ
  - 配信限定シングル
  - 第95回全国高等学校サッカー選手権大会 応援歌。
2. 僕たちの未来
  - 12thシングル
  - 日本テレビ系土曜ドラマ『お迎えデス。』主題歌
3. Hello To The World
  - 11thシングル
  - TBS系『COUNT DOWN TV』2016年2月-3月オープニングテーマ
4. 君がくれた夏
  - 10thシングル
  - フジテレビ系月9ドラマ『恋仲』主題歌
5. miss you
  - 9thシングル
  - TBS系『COUNT DOWN TV』2015年2月-3月オープニングテーマ
6. Silly
  - 8thシングル
  - TBS系金曜ドラマ『Nのために』主題歌
7. For you
  - 7thシングル「純情」のカップリング曲
  - クラレ企業CMソング
8. 純情
  - 7thシングル
  - フジテレビ系アニメ『ドラゴンボール改』第2期エンディングテーマ[注釈 1]
9. チョコレート
  - 6thシングル
  - テレビ朝日系『お願い!ランキング』2014年1月期エンディングテーマ

シングル・バージョンはアルバム初収録。
10. 太陽の女神
  - 5thシングル
  - フジテレビ系月9ドラマ『海の上の診療所』主題歌
11. 君に届け
  - 5thシングル
  - 首都医校・大阪医専・名古屋医専CMソング
12. Message
  - 4thシングル
  - TBS系月曜ミステリーシアタードラマ『確証〜警視庁捜査3課』主題歌
13. Bless You
  - 3rdシングル
  - TBS系『COUNT DOWN TV』2012年9月度オープニングテーマ
14. イジワルな神様
  - 3rdシングル「Bless You」のカップリング曲
  - 江崎グリコ『ポッキーチョコレート』スペースシャワーTVバージョンCMソング
  - au ビデオパス ドラマ『コレカラ』主題歌
15. Shine
  - 2ndシングル
  - フジテレビ系木曜劇場ドラマ『カエルの王女さま』主題歌
16. サブリナ
  - 1stシングル、デビュー・シングル
  - フジテレビ系アニメ『トリコ』エンディングテーマ[注釈 2]
17. 僕たちの未来 (Special Version)
  - ボーナス・トラック

12thシングルを「5th Live Tour 2016 〜WE | ME〜」ツアーファイナルから2日後の12月12日にリレコーディングした音源。家入は、「ツアーで育ててもらったという思いが一番強い曲。今の気持ちで歌ったものを届けたかった。」と語っている[8]。
18. I promise you
  - 初回限定盤A、初回限定盤Bのみに収録のボーナス・トラック

家入が13歳の時に初めて作った楽曲。本作に収録にあたって、新たに録り直されている[8]。

DVD (初回限定盤A)
2016年12月10日に東京国際フォーラム ホールAで開催された「5th Live Tour 2016 〜WE | ME〜」ツアー最終公演の模様を収録
1. Brand New Tomorrow
2. ミスター
この曲で家入はタンバリンを演奏[9]。
3. シティボーイなアイツ
4. 君がくれた夏
5. 太陽の女神
6. miss you
7. Silly
この曲で衣装チェンジ。なお、この時に着用した赤いロングワンピースはオーダーメイドで制作したもの[9]。
8. そばにいて、ラジオ
この曲で家入はアコースティック・ギターを演奏[9]。
9. I Wish
10. さよなら Summer Breeze
11. 恍惚
12. we
この曲で家入はキーボードを演奏[9]。
13. サブリナ
14. Shine
15. Hello To The World
16. Party Girl
17. Every Single Day

-ENCORE-
1. わたしの歌
2. それぞれの明日へ
3. 僕たちの未来